# Sojuz TMA-14
Sojuz TMA-14 – misja statku kosmicznego Sojuz-TMA, który 26 marca 2009 wyniósł na Międzynarodową Stację Kosmiczną (ISS) liczącą dwóch członków 19. stałą załogę stacji oraz Charlesa Simonyiego w roli kosmicznego turysty. 11 października misja zakończyła się lądowaniem Sojuza TMA-14 w Kazachstanie z członkami 19. stałej załogi oraz 7. kosmicznym turystą Guyem Laliberté.